# ビザンツ帝国領クレタ
ビザンツ帝国領クレタ（ビザンツていこくりょうクレタ）では、ビザンツ帝国（東ローマ帝国）の支配下にあった時代のクレタ島の歴史について解説する。
クレタ島は歴史上の2つの期間、ビザンツ帝国の支配下にあった。最初の期間は後期ローマ帝国の拡大（3世紀）から820年代のアンダルシアを追放されたアラブ人によるこの島の征服までの期間。もう1つの期間は961年のビザンツ帝国による再征服から1205年のジェノヴァとヴェネツィアの軍によるこの島の征服までである。なお、一般に日本語においてこの時代のクレタに特定の名称を当てて言及することはなく、本記事名は便宜上のものである。

## 歴史

### ムスリムによる征服までの時代
ローマの支配の下、クレタは帝国のクレタ・キュレナイカ属州の一部に組み込まれていた。ディオクレティアヌス帝（在位：284年-305年）の下でクレタ島はキュレナイカから分離されて単独の属州となり、コンスタンティヌス1世（大帝、在位：306年-337年）はこれをイリリクム道のモエシア主教区（後にマケドニア主教区）の下に置いた。この枠組みは古代末期まで継続した。由緒正しい島のコイノンのようないくつかの行政機関は4世紀の終わりまで持続していた。
4世紀からムスリムによる820年代の征服までの期間のクレタに言及する同時代史料は僅かしかない。この時代の間、クレタ島はグレコ・ローマン世界の片隅にある非常に静謐な地域であった。すぐ隣にあるロードス島やコス島とは対照的にクレタ島の主教たちは325年の第1ニカイア公会議にすら出席していない。457年のヴァンダル族による攻撃と、365年7月21日の地震、および415年、448年、531年の地震によって多くの都市が破壊されたが、これらを例外としてクレタ島は平和と繁栄を維持したことが、当時から今なおこの島に残る数多くの大規模かつ良質なモニュメントによって証明される。6世紀に成立した『シュネクデモス』では、クレタ島はコンスラリスによって統治され、首都はゴルテュンに置かれており、22もの都市があったと特筆されている。この時代の人口は250,000人に上ったと推定され、主要都市中心部に居住していた少数のユダヤ人を除いてほとんどがキリスト教徒であった。
この平和は7世紀に破られた。クレタ島は623年にスラヴ人による初めての襲撃を受け、続いて654年と670年代にはイスラームの征服活動の波の中でアラブ人に襲撃された。8世紀最初の10年間の間に再び、特にカリフ、アル＝ワリード1世（在位：705年-715年）の下でアラブ人による襲撃があった。その後、クレタ島はコンスタンティノープルから任命されるアルコン層の統治の下で比較的平穏な時代を過ごした。732年頃、皇帝たるイサウリア人レオン3世はこの島をローマ教皇の管轄からコンスタンティノープル総主教庁の管轄へと移した。767年にはクレタ島のストラテゴスの存在が証明されており、またクレタ島のトゥルマルケス（tourmarches、地区長官）の印影が発見されている。これらの証拠から、8世紀（恐らくは730年代初頭）にクレタ島のテマが構成されたという説が提案されている。しかし、大半の学者はこれらの証拠は十分に検証されておらず当時のクレタ島にテマのが存在したとは考えにくいとしている。

### アラブ人の統治とビザンツ帝国の再征服
ビザンツ帝国の支配は820年代の後半までに終わり、クレタ島はアンダルス（イベリア半島）からやってきて上陸した多数の追放者の一団によって征服された。ビザンツ帝国は繰り返し彼らを追い払うための遠征を行い、まだ支配下に残されていたクレタ島の部分を統治するためのストラテゴスを任命したと思われる。だが、この一連の遠征は敗北に終わった。ビザンツ帝国はこのサラセン人たちがクレタ島の北岸に本拠地となるカンダクスを建設するのを防ぐことに失敗し、以降カンダクスがクレタ島のアラブ人たち（イスラーム期のクレタを参照）の首都となった。アラブ人によるクレタ島の失陥はビザンツ帝国に頭痛の種をもたらした。この島が陥落したことでエーゲ海の海岸地帯が海賊たちに開放された。

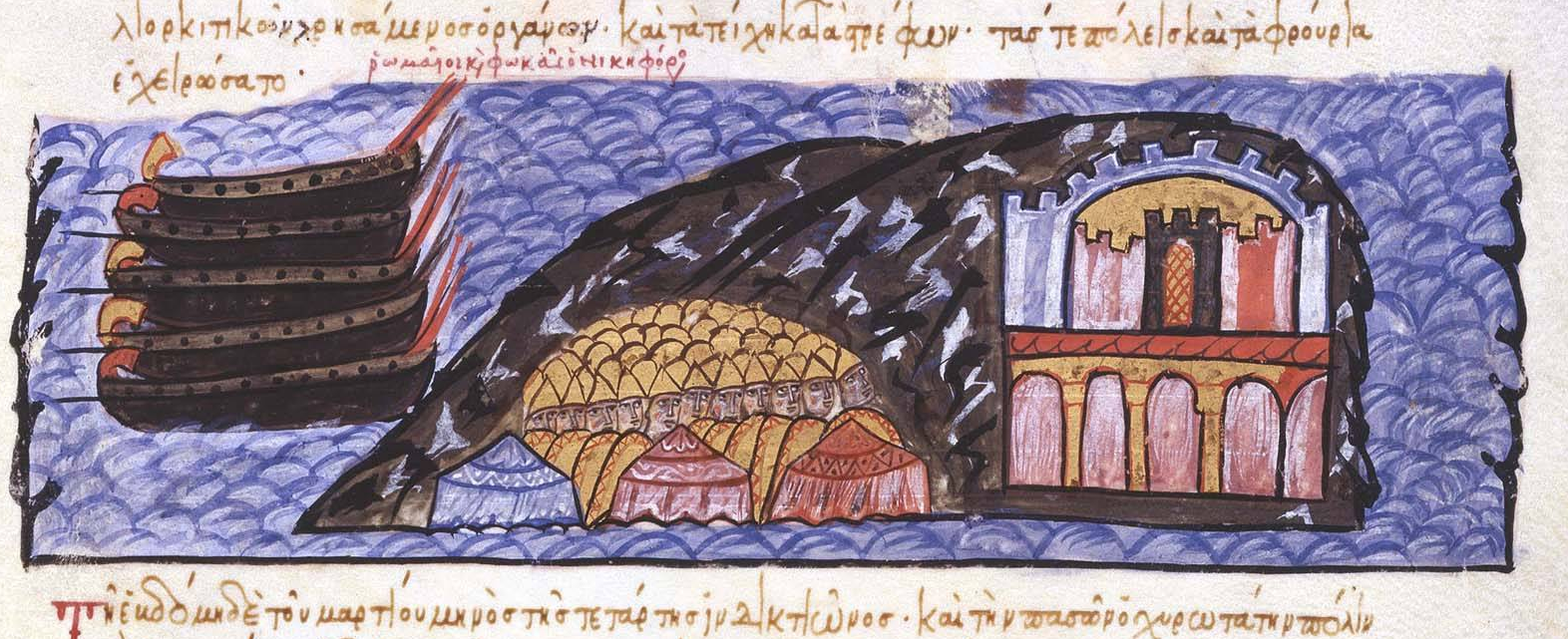
ビザンツ軍によるカンダクス包囲『マドリード・スキュリツェス（Madrid Skylitzes）』

テオクティストスが指揮する842/843年のビザンツ帝国の大遠征は、同時代史料である『Taktikon Uspensky』にクレタ島のストラテゴスの存在が記されていることから証明されるように、明らかにある程度の成功を遂げ、奪回したクレタ島の一部にテマを再建した。しかし、テオクティストスはこの遠征作戦を放棄しなければならず、残された軍隊は瞬く間にサラセン人によって撃破された。911年と949年の更なるビザンツ帝国の再征服の試みは悲惨な失敗に終わり。そして960年から961年にかけて将軍ニケフォロス・フォカスが大軍を指揮してクレタ島に上陸し、カンダクスを攻略し、この島をビザンツ帝国の下へ戻した。

### ビザンツ帝国復帰後のクレタ
再征服の後、クレタ島は正規のテマとして編成され、ストラテゴスによってカンダクスを拠点に統治された。ヨハネ・クセノスや聖ニコンらによって島民のキリスト教への改宗に多大な努力が払われた。島の駐留軍として1,000名からなる連隊（taxiarchia）が形成され、taxiarchiaはトゥルマ（tourmai）としてさらに細分化されていた。
アレクシオス1世（在位：1081年-1118年）の下、この島はドゥクス（公）またはカテパノによって統治された。12世紀初頭までには、クレタ島は南部ギリシア（テマ・ヘラスおよびテマ・ペロポネソス）と共に、ビザンツ帝国の海軍司令官であるメガス・ドゥクス（大公）の支配下にあった。総督カリュケスによる1092/1093年の反乱を除き、この島は比較的平穏が維持され、第4回十字軍までビザンツ帝国の手に残された。第4回十字軍の間に、アレクシオス4世はクレタ島をプロノイアとしてモンフェッラート侯ボニファッチョ1世のものとしたとみられる。だが、ボニファッチョ1世はクレタ島に実効支配をおよぼすことが出来ず、この島に対する自身の権利をヴェネツィア共和国に売却した。この取引の最中、クレタ島はヴェネツィアの商売敵であるジェノヴァ共和国によって制圧されたが、ヴェネツィアは1212年までにこの島に対する支配を確立し、ヴェネツィアの植民地としてのクレタ島（カンディア王国）が確立された。